# Glaciar Ojo del Albino
El glaciar  Ojo del Albino está situado en la sierra Alvear, a unos 20 km al noreste de Ushuaia y es uno de los más pintorescos glaciares fueguinos, por su laguna colmada de témpanos y por la morrena frontal que presenta. Su extensión es de 86 ha y aporta escurrimiento a la laguna Esmeralda, aunque hay un paleocauce que indica que hace algunas décadas el drenaje principal era hacia el valle Beban, paralelo al de laguna Esmeralda.

## Toponimia
Originalmente tanto la laguna como el Glaciar, fue llamada "Ojo de Albino" en 1989 por Gustavo Giorgis, Guía de una agencia de trekking de Ushuaia que se llamaba "Caminante". Los llamó "Ojo de Albino" por el color blanco lechoso de la laguna y su forma redondeada. En ese entonces, la laguna era bastante más pequeña. El derretimiento del glaciar agrandó la laguna y le dio su forma actual.

## Acceso
La visita al glaciar implica una excursión de todo el día que insume entre 9 y 10 h, a partir de la partida desde la RN 3. La mayoría de los visitantes utiliza el sendero que cruza el valle de Tierra Mayor y lleva a la laguna Esmeralda. El acceso a la laguna es sencillo pero la escalada para llegar al glaciar se complica hacia finales del verano, cuando se forma hielo sobre las rocas pulidas por el glaciar. Aunque un poco más larga, es más fácil el acceso por el valle del río Beban, en el que es preciso ingresar hasta el fondo, para ascender por alguno de los pedreros por los que bajan pequeños chorrillos de deshielo. Luego se debe regresar hacia el sur flanqueando la ladera hasta encontrar la morena frontal del glaciar, que hay que trasponer. Desde allí la vista es espectacular.